# Hugo Blotius
Hugo Blotius (Delft, 1534 – Vienna, 29 gennaio 1608) è stato un giurista e bibliotecario olandese.

## Biografia
Studiò alle Università di Lovanio, Toledo, Orléans e Basilea. 
Nel 1569 fu professore di etica all'Accademia di Strasburgo e dal 1570 al 1574 fu precettore in Italia, prima del nobile tedesco Ludwig von Hutten e, a partire dal 1572, dei figli del vescovo ungherese Janos Liszti e di Lazarus von Schwendi. Grazie al loro sostegno ottenne, nel giugno del 1575, la nomina a bibliotecario imperiale. 
Nel 1576 divenne professore di retorica all'università di Vienna. Stilò nel 1576, insieme ai suoi aiutanti, un catalogo del patrimonio librario imperiale e nel 1597 un inventario dei manoscritti. 
Per trent'anni si occupò della collezione imperiale, e la sua ricca corrispondenza e i suoi appunti sono conservati oggi presso la Biblioteca Nazionale Austriaca di Vienna.